# Jerry Tondo
Jerry Tondo est un acteur américain né le 10 octobre 1950 à San Francisco en Californie.

## Filmographie

### Cinéma
- 1984 : Le Guerrier fantôme : le chef sushi
- 1986 : Gung Ho, du saké dans le moteur : Kazuo
- 1989 : Scenes from the Class Struggle in Beverly Hills : June-Bug
- 1990 : Circuitry Man : Fatch
- 1994 : It's Pat: The Movie
- 1994 : Drop Zone : le gardien du DEA
- 1995 : Meurtre en suspens : l'assistant du chef
- 1998 : Mulan : Chien-Po
- 1999 : Godzilla 2000
- 2004 : Mulan 2 : Chien-Po

### Télévision
- 1983 : Illusions perdues : le policier
- 1985 : Brothers : un marin (1 épisode)
- 1986 : Trapper John, M.D. : Mills (1 épisode)
- 1988 : La Belle et la Bête : Eddie (1 épisode)
- 1991 : Nom de code : Requin : Aioki
- 2008-2009 : The Secret Saturdays : Hibagon et le professeur Talu Mizuki (3 épisodes)

### Jeu vidéo
- 1998 : Disney's Animated Storybook: Mulan : Chien-Po
- 1998 : Mulan Story Studio : Chien-Po
- 2005 : The Matrix: Path of Neo : l’assassin japonais
- 2005 : Kingdom Hearts 2 : Chien-Po